# (19721) Wray
(19721) Wray est un astéroïde de la ceinture principale.

## Description
(19721) Wray est un astéroïde de la ceinture principale. Il fut découvert le 10 novembre 1999 à Fountain Hills (Arizona) par Charles W. Juels. Il présente une orbite caractérisée par un demi-grand axe de 2,98 UA, une excentricité de 0,11 et une inclinaison de 13,9° par rapport à l'écliptique.